# Giubicolanta orientalis
Giubicolanta orientalis är en fjärilsart som beskrevs av Emilio Berio 1937. Giubicolanta orientalis ingår i släktet Giubicolanta och familjen nattflyn. Inga underarter finns listade i Catalogue of Life.